# Jottapê
João Pedro Correia de Carvalho (São Paulo, 2 de junho de 2000), mais conhecido como Jottapê, é um cantor, compositor e ator brasileiro. Iniciou sua carreira artística ainda na infância como ator mirim, ganhando destaque no filme O Menino da Porteira (2009), ao lado do cantor Daniel. Posteriormente, participou de novelas e comerciais de televisão. Na adolescência, migrou para a música e adotou o nome artístico MC Jottapê, tornando-se um dos principais nomes do funk paulista, com letras voltadas ao cotidiano das periferias e à ostentação. Ficou nacionalmente conhecido ao protagonizar a série Sintonia, da Netflix, produzida por KondZilla, onde interpreta o personagem Doni, um jovem da favela que sonha em viver da música.
Com o tempo, Jottapê revelou publicamente que já não se identifica com o meio do funk e decidiu se afastar do gênero musical, buscando novos caminhos artísticos e espirituais. Recentemente, afirmou ter retornado à fé cristã, passando a frequentar cultos evangélicos e se reconectando com suas raízes religiosas.

## Carreira
Iniciou sua carreira aos 3 anos de idade, participando de comerciais. Sua primeira atuação filmográfica foi no filme Acquária, em que a dupla Sandy & Junior interpretaram os papéis principais. Em 2009, protagonizou o filme O Menino da Porteira intepretando Rodrigo. Em 2010, participou da novela Uma Rosa com Amor, no papel de Joãozinho. Entre 2011 e 2012, foi repórter do programa Custe o Que Custar, exibido na Rede Bandeirantes. Em 2012, foi escalado para interpretar o protagonista Jorginho na fase criança da novela das nove Avenida Brasil, porém passou a interpretar Jerônimo, onde ficou até o final da trama. Em 2014, viveu Janjão no remake da novela Chiquititas.
Em 2017, passou a investir em sua carreira como cantor, adotando o nome artístico Jottapê, sendo contratado pela produtora KondZilla. Seu primeiro single de sucesso foi a canção "Sentou e Gostou", releitura da música "Old Town Road" do rapper norte-americano Lil Nas X, com a participação de MC M10 e DJ RD, que ocupou 4º lugar no TOP 10 das músicas mais tocadas do Spotify. Em 2019, protagonizou a série Sintonia, exibida na Netflix, interpretando Donizete.
Em um evento da Netflix ele descreve o fim de sua carreira no funk. O motivo seria por uma busca espirutual por sentir um vazio que nada conseguia preencher. 
Em seu último show  declarou ao público que aquela seria a sua apresentação no gênero agradecendo a todos os que o acompanharam até aquele momento e com isso ergueu uma faixa entregue por sua esposa com o versículo bíblico de Gálatas 2:20 que dizia: "Não vivo mais eu, mas Cristo vive em mim".

## Filmografia

### Televisão
| Ano     | Título             | Papel               |
| ------- | ------------------ | ------------------- |
| 2009    | Vila Saúde         | Pedrinho            |
| 2010    | Uma Rosa com Amor  | Joãozinho           |
| 2012    | Avenida Brasil     | Jerônimo            |
| 2014–15 | Chiquititas        | João Costa (Janjão) |
| 2019–25 | Sintonia           | Donizete (MC Doni)  |
| 2020    | Uma Vila de Novela | Ele mesmo           |

### Cinema
| Ano  | Título               | Papel         |
| ---- | -------------------- | ------------- |
| 2003 | Acquária             | Kim (criança) |
| 2009 | O Menino da Porteira | Rodrigo       |
| 2012 | As Órbitas           | Caio          |

## Discografia

### Extended plays(EPs)
| EP | Detalhes |
| --- | --- |
| Cowboy do Mandelão | - Lançamento: 2 de setembro de 2022 - Formatos: Streaming, download digital - Gravadora: Warner, Portuga \| Faixas do extended play[20] \| \| -------------------------------------------------------------------------------------------------------------------------------------------------------------------------------------------- \| \| 1. Cowboy do Mandelão 2. Coragem (part. Ana Castela) 3. Bruto Memo (com Nilson Neto) 4. Casei Com Ela (com Us Agroboy) 5. Melody (com Melody) 6. Bota Em Você Machuca (com MC Levin e MC GW) \| |
| Faixas do extended play | |
| | |
| 1. Cowboy do Mandelão 2. Coragem (part. Ana Castela) 3. Bruto Memo (com Nilson Neto) 4. Casei Com Ela (com Us Agroboy) 5. Melody (com Melody) 6. Bota Em Você Machuca (com MC Levin e MC GW) | |

### Singles

#### Como artista principal
| "Elas Já Estão Prontas"                                                                 | 2017 | — | —  | Não adicionado à nenhum álbum |
| "Perfeitamente"                                                                         | 2017 | — | —  | Não adicionado à nenhum álbum |
| "Ela É Maravilhosa"                                                                     | 2017 | — | —  | Não adicionado à nenhum álbum |
| "Ladrão da Noite"                                                                       | 2018 | — | —  | Não adicionado à nenhum álbum |
| "Rebola e Joga"                                                                         | 2018 | — | —  | Não adicionado à nenhum álbum |
| "Moletom"                                                                               | 2018 | — | —  | Não adicionado à nenhum álbum |
| "Modo Avião"                                                                            | 2018 | — | —  | Não adicionado à nenhum álbum |
| "Salve de Pedra"                                                                        | 2019 | — | —  | Não adicionado à nenhum álbum |
| "Quer Enganar Quem"                                                                     | 2019 | — | —  | Não adicionado à nenhum álbum |
| "Chora"                                                                                 | 2019 | — | —  | Não adicionado à nenhum álbum |
| "Sentou e Gostou" (part. MC M10 e DJ RD)                                                | 2019 | — | —  | Não adicionado à nenhum álbum |
| "Eterna Sacanagem" (com Kevinho e MC Kekel)                                             | 2019 | — | 33 | Não adicionado à nenhum álbum |
| "Bate Palma" (part. Lexa)                                                               | 2020 | — | 46 | Não adicionado à nenhum álbum |
| "Quarentena"                                                                            | 2020 | — | —  | Não adicionado à nenhum álbum |
| "Não Para Não" (part. PK)                                                               | 2020 | — | —  | Não adicionado à nenhum álbum |
| "Te Amo" (part. Ferrugem)                                                               | 2020 | — | —  | Não adicionado à nenhum álbum |
| "—" denota singles que não entraram nas paradas musicais ou não foram lançados no país. |      |   |    |                               |

#### Como artista convidado
| Título                                                                                  | Ano  | Melhores posições | Melhores posições | Álbum                         |
| Título                                                                                  | Ano  | BRA               | POR               | Álbum                         |
| --------------------------------------------------------------------------------------- | ---- | ----------------- | ----------------- | ----------------------------- |
| "Chamando no Grau" (MC Dede part. Jottapê)                                              | 2018 | —                 | —                 | Não adicionado à nenhum álbum |
| "La Flama" (Negro Dub part. Jottapê e DJ RD)                                            | 2019 | —                 | —                 | Não adicionado à nenhum álbum |
| "Zé Guaritinha" (Garena Free Fire part. Jottapê e Mano Brown)                           | 2019 | —                 | —                 | Não adicionado à nenhum álbum |
| "Paredão" (Kevinho part. Jottapê e Dadá Boladão)                                        | 2019 | —                 | 44                | Não adicionado à nenhum álbum |
| "Deixa a Pepeca" (Kevin o Chris part. Jottapê)                                          | 2020 | —                 | —                 | Evoluiu                       |
| "Tchau pro seu Amor" (Calcinha Preta part. Jottapê)                                     | 2020 | —                 | —                 | Não adicionado à nenhum álbum |
| "Esquece" (Naiara Azevedo part. Jottapê)                                                | 2020 | —                 | —                 | Sim                           |
| "O Amor Que Tu Perdeu" (Mila part. Jottapê)                                             | 2020 |                   |                   | Não adicionado à nenhum álbum |
| "—" denota singles que não entraram nas paradas musicais ou não foram lançados no país. |      |                   |                   |                               |

### Outras aparições
| Título                   | Ano  | Outro(s) artista(s) | Álbum    |
| ------------------------ | ---- | ------------------- | -------- |
| "Te Amo Sem Compromisso" | 2019 | —                   | Sintonia |
| "Passei de Nave"         | 2019 | —                   | Sintonia |
| "Não Vai Ser Fácil"      | 2019 | —                   | Sintonia |

## Prêmios e indicações
| Ano  | Prêmio                       | Categoria              | Nomeação                                         | Resultado |
| ---- | ---------------------------- | ---------------------- | ------------------------------------------------ | --------- |
| 2020 | MTV Millennial Awards Brasil | Feat. Nacional         | "Eterna Sacanagem" — Jottapê, Kevinho e MC Kekel | Indicado  |
| 2020 | MTV Millennial Awards Brasil | Zika do Baile          | Jottapê                                          | Indicado  |
| 2021 | Prêmio Notícias da TV        | Ator ou Atriz de Série | Sintonia                                         | Pendente  |